# Minoan Lines
Minoan Lines je grški ladjar, ki operira s potniškimi trajekti v Jadranskem in Egejskem morju. Podjetje je bilo ustanovljeno leta 1972. Največji delničar je italijanski Grimaldi, ki ima 45% delnic (2008)

## Flota

### Trenutna flota[1]
| Ime            | Zastava | Leto izgradnje | IMO     | Klicni znak | Tonaža | Dolžina | Širina | Število potnikov | Število avtomobilov | Hitrost (v vozlih) | Slika |
| -------------- | ------- | -------------- | ------- | ----------- | ------ | ------- | ------ | ---------------- | ------------------- | ------------------ | ----- |
| Knossos Palace | Grčija  | 2000           | 9204063 | SYQO        | 24003  | 214 m   | 26 m   | 2500             | 700                 | 31,6               |       |
| Festos Palace  | Grčija  | 2001           | 9204568 | SYNR        | 24003  | 214 m   | 26 m   | 2500             | 700                 | 31,6               |       |

### Ladje od skupine Grimaldi
| Ime            | Zastava | Leto izgradnje | IMO     | Klicni znak | Tonaža | Dolžina | Širina | Število potnikov | Število avtomobilov | Hitrost (v vozlih) | Slika |
| -------------- | ------- | -------------- | ------- | ----------- | ------ | ------- | ------ | ---------------- | ------------------- | ------------------ | ----- |
| Cruise Europa  | Italija | 2009           | 9351490 | IBEV        | 54.310 | 225 m   | 30 m   | 2.850            | 963                 | 27,5               |       |
| Cruise Olympia | Italija | 2010           | 9351505 | IBEY        | 54.310 | 225 m   | 30 m   | 2.850            | 963                 | 27,5               |       |

#### Ladje izven uporabe
| Ime        | Zastava | Leto izgradnje | IMO     | Klicni znak | Tonaža | Dolžina | Širina | Število potnikov | Število avtomobilov | Hitrost (v vozlih) | Slika |
| ---------- | ------- | -------------- | ------- | ----------- | ------ | ------- | ------ | ---------------- | ------------------- | ------------------ | ----- |
| Europalink | Italija | 2007           | 9319454 | ICUO        | 45923  | 218,7 m | 30,5 m | 730              | 1320                | 25                 |       |

### Ladje posojene drugim operaterjem
| Ime            | Zastava | Leto izgradnje | IMO     | Klicni znak | Tonaža | Dolžina | Širina | Število potnikov | Število avtomobilov | Hitrost (v vozlih) | Slika |
| -------------- | ------- | -------------- | ------- | ----------- | ------ | ------- | ------ | ---------------- | ------------------- | ------------------ | ----- |
| Ikarus Palace  | Grčija  | 1998           | 9144811 | SWEW        | 29968  | 200 m   | 25,8 m | 1528             | 819                 | 27                 |       |
| Olympia Palace | Italija | 2001           | 9220330 | ICUS        | 36825  | 214 m   | 26 m   | 1922             | 821                 | 31,5               |       |
| Europa Palace  | Italija | 2002           | 9220342 | ICUK        | 36825  | 214 m   | 26 m   | 1922             | 821                 | 31,5               |       |

## Ladje v preteklosti
- F/B Minos 1974-1984 (razgrajena)
- F/B Ariadne 1976-1999 (razgrajena)
- F/B Festos 1984-1998 (razgrajena)
- F/B Agia Galini 1986-2002 (razgrajena)
- F/B Fedra 1987-2000 (trenutno MS Ouzoud pri Comanav)
- F/B Daedalus 1989-2005 (trenutno MS Riviera Adriatica pri Adria Ferries)
- FB Knossos 1978-1998 (razgrajena)
- F/B El Greco 1979-2002 (razgrajena)
- F/B N. Kazantzakis 1989-2001 (trenutno pri Pacific Cruises)
- F/B King Minos 1987-2002 (trenutno MS Mawaddah pri Namma Lines)
- F/B Erotokritos 1991-2002 (kasneje MS Erotokritos T priEndeavor Lines, potem razrezana)
- H/S/F Aretousa 1995-2001 (trenutno MS Girolata pri CMN)
- H/S/F Prometheus 2001-2004 (trenutno Zeus Palace pri Grimaldi lines)
- H/S/F Oceanus 2001-2002 (preimenovana v Ariadne Palace 12002-2003) (trenutno MS Mega Express Three pri Corsica Ferries)
- H/S/F Ariadne Palace 2002-2006 (trenutno MS Moby Tommy pri Moby Lines)
- H/S/F Pasiphae Palace 1998-2010 (trenutno MS Jean Nicoli pri SNCM)

## Plovne linije
- Grčija(Festos Palace in Knossos Palace)
  - Pirej - Iraklion

- Grčija-Italija (Cruise Europa & Cruise Olympia)
  - Patras - Igoumenitsa - Ancona - Trst